# Ceriagrion rubellocerinum
Ceriagrion rubellocerinum е вид водно конче от семейство Coenagrionidae. Видът не е застрашен от изчезване.

## Разпространение
Разпространен е в Бенин, Гана, Гвинея, Демократична република Конго, Камерун, Кот д'Ивоар, Либерия, Нигерия и Сиера Леоне.